# Illa de Sant Llorenç
L'illa de Sant Llorenç (en anglès St. Lawrence Island; en yupik Sivuqaq) és una illa d'Alaska, al mar de Bering, al sud de l'estret homònim. És més a prop de Rússia que de l'Alaska continental. Té una superfície de 4.640 km² i el 2000 hi vivien 1.292 persones (2000). La principal activitat er la pesca a la balena.
La vegetació és una tundra. El corrent d'Anadyr transporta aigua freda i rica en nutrients i per això hi ha molts ocells i mamífers marins. Vitus Bering va anomenar-la Sant Llorenç per ser el sant del dia en què la va visitar. Aquesta illa va ser el primer lloc d'Alaska que van visitar els europeus.